# Экологический мониторинг
Экологический мониторинг (мониторинг окружающей среды) — комплексные наблюдения за состоянием окружающей среды, в том числе компонентов природной среды, естественных экологических систем, за происходящими в них процессами, явлениями, оценка и прогноз изменений состояния окружающей среды.

## Разработка основ экологического мониторинга
Термин «мониторинг» впервые появился в рекомендациях специальной комиссии СКОПЕ (научный комитет по проблемам окружающей среды) при ЮНЕСКО в 1971 г., а затем  вопросы проведения экологического мониторинга  рассматривались на проходившей в 1972 г. в Стокгольме конференции Организации объединённых наций по проблемам окружающей среды. Предложения по экологическому мониторингу были озвучены в 1972 г. перед конференцией ООН членами специальной комиссии Научного комитета по проблемам окружающей среды Международного совета научных союзов, созданной американскими учёными Гильбертом Уайтом и Томасом Малоном. Под экологическим мониторингом ими понимались «систематические наблюдения за состоянием окружающей среды, возможные изменения в связи с антропогенной деятельностью, контроль таких изменений и проведение мероприятий по управлению окружающей средой».
Разработки советских учёных в области экологического мониторинга были представлены в 1974 г. на межправительственном совещании, созванном организацией по программе окружающей среды при ООН, где рассматривались вопросы создания мировой системы экологического мониторинга. Участвовавший в совещании руководитель гидрометеорологической службы Ю. А. Израэль в этом же году опубликовал статью «Глобальная система наблюдений. Прогноз и оценка изменения окружающей природной среды. Основы мониторинга», где под экологическим мониторингом он предлагал понимать систему наблюдений, позволяющую выделить изменения состояния биосферы под влиянием человеческой деятельности. В 1975 г. Ю. А. Израэль возглавил секцию «Мониторинг состояния биосферы» Научного совета по проблемам биосферы при Президиуме АН СССР и стал руководить разработкой мероприятий по экологическому мониторингу в СССР .

## Виды и подсистемы экологического мониторинга
При организации мониторинга возникает необходимость решения нескольких задач разного уровня, поэтому И. П. Герасимов (1975) предложил различать три ступени (вида, направления) мониторинга: биоэкологический (санитарно-гигиенический), геосистемный (природно-хозяйственный) и биосферный (глобальный). Однако данный подход в аспекте экологического мониторинга не даёт чёткого разделения функций его подсистем, ни районирования, ни параметрической организации и представляет, в основном, исторический интерес.

### Классификация видов экологического мониторинга

#### По пространственному принципу
По пространственному принципу выделяются: точечный, локальный, региональный, национальный и глобальный мониторинг. Последний предполагает экологические исследования взаимодействия человека и природы в масштабах всей биосферы. Национальный, как правило, подразумевает организацию мониторинга в пределах одного государства. Довольно сложно однозначно определить масштабы регионального мониторинга. В нашей стране в нормативных документах экомониторинга как регион рассматривается субъект Российской Федерации. Существуют и более крупные по площади мониторинги акваторий и территорий межгосударственного уровня (Балтийское море, Северное море, Альпы и т.п.) и внутригосударственного (Байкал, Урал и т.п.). Локальный мониторинг включает изучение пространства одного источника при воздействии совокупности предприятий промышленной зоны, муниципального образования (города, района).

#### По объекту слежения
- фоновый (базовый)
- импактный
- тематический
- территориальный
- акваториальный.

 В рамках фонового мониторинга ведутся исследования, направленные на выявление природных закономерностей изменения природных компонентов и комплексов. Под импактным мониторингом понимается наблюдение, оценка и прогноз состояния природной среды в районах расположения опасных и потенциально опасных (АЭС) источников антропогенного воздействия. Тематический мониторинг – мониторинг природных компонентов, объектов, например, лесных или особо охраняемых природных территорий. В значительной мере по явлениям и способам изучения отличается сеть наблюдений на суше и в водной среде.

#### По природным компонентам
По природным компонентам выделяется геологический, атмосферный, гидрологический, геофизический, почвенный, лесной, биологический, геоботанический, зоологический. Мониторинг атмосферного воздуха – система наблюдений за состоянием атмосферного воздуха, его загрязнением и за происходящими в нём природными явлениями, а также оценка и прогноз состояния атмосферного воздуха, его загрязнения. Аналогично можно определить и другие компонентные мониторинги.

#### По организационным особенностям
Наблюдения выделяют международный, государственный, местный, общественный и ведомственный мониторинги. К международному относятся системы оценки прогноза, которые организованы межгосударственными организациями глобального характера, например, ООН, ЮНЕСКО, ЮНЕП и т.п. Мониторинг может осуществляться государственными и муниципальными  службами. Наконец, промышленные и сельскохозяйственные предприятия, отрасли ведут ведомственный мониторинг. Экологический мониторинг могут организовать отдельные физические лица, общественные объединения граждан.

### Подсистемы
Различаются такие подсистемы экологического мониторинга, как: геофизический мониторинг (анализ данных по загрязнению, мутности атмосферы, исследует метеорологические и гидрологические данные среды, а также изучает элементы неживой составляющей биосферы, в том числе и объектов, созданных человеком); климатический мониторинг (служба контроля и прогноза колебаний климатической системы. Охватывает ту часть биосферы, которая влияет на формирование климата: атмосферу, океан, ледяной покров и др. Климатический мониторинг тесно смыкается с гидрометеорологическими наблюдениями.); биологический мониторинг (основанный на наблюдении за реакцией живых организмов на загрязнение окружающей среды); мониторинг здоровья населения (система мероприятий по наблюдению, анализу, оценке и прогнозу состояния физического здоровья населения) и др.
В общем виде процесс экологического мониторинга можно представить схемой: окружающая среда (либо конкретный объект окружающей среды) -> измерение параметров различными подсистемами мониторинга -> сбор и передача информации -> обработка и представление данных (формирование обобщённых оценок), прогнозирование.
Система экологического мониторинга предназначена для обслуживания систем управления качеством окружающей среды (далее «система управления»). Информация о состоянии окружающей среды, полученная в системе экологического мониторинга, используется системой управления для предотвращения или устранения негативной экологической ситуации, для оценки неблагоприятных последствий изменения состояния окружающей среды, а также для разработки прогнозов социально-экономического развития, разработки программ в области экологического развития и охраны окружающей среды.
В системе управления можно также выделить три подсистемы: принятие решения (специально уполномоченный государственный орган), управление выполнением решения (например, администрация предприятий), выполнение решения с помощью различных технических или иных средств.
Подсистемы экологического мониторинга различаются по объектам наблюдения. Поскольку компонентами окружающей среды являются воздух, вода, минерально-сырьевые и энергетические ресурсы, биоресурсы, почвы и др., то выделяют соответствующие им подсистемы мониторинга.
Однако подсистемы мониторинга не имеют единой системы показателей, единого районирования территорий, единства в периодичности отслеживая и др., что делает невозможным принятие адекватных мер при управлении развитием и экологическим состоянием территорий. Поэтому при принятии решений важно ориентироваться не только на данные «частных систем» мониторинга (гидрометеослужбы, мониторинга ресурсов, социально-гигиенического, биоты и др.), а создавать на их основе комплексные системы экологического мониторинга.

## Уровни мониторинга
Мониторинг является многоуровневой системой. В хорологическом аспекте обычно выделяют системы (или подсистемы) детального, локального, регионального, национального и глобального уровней.
Низшим иерархическим уровнем является уровень детального мониторинга реализуемого в пределах небольших территорий (участков) и т. д.
При объединении систем детального мониторинга в более крупную сеть (например, в пределах района и т. п.) образуется система мониторинга локального уровня. Локальный мониторинг предназначен обеспечить оценку изменений системы на большей площади: территории города, района.
Локальные системы могут объединяться в более крупные — системы регионального мониторинга, охватывающие территории регионов в пределах края или области, или в пределах нескольких из них. Подобные системы регионального мониторинга, интегрируя данные сетей наблюдений, различающихся по подходам, параметрам, территориям отслеживания и периодичности, позволяют адекватно формировать комплексные оценки состояния территорий и давать прогнозы их развития.
Системы регионального мониторинга могут объединяться в пределах одного государства в единую национальную (или государственную сеть мониторинга, образуя, таким образом, национальный уровень) системы мониторинга. Примером такой системы являлась «Единая государственная система экологического мониторинга Российской Федерации» (ЕГСЭМ) и её территориальные подсистемы, успешно создаваемые в 90-е годы XX века для адекватного решения задач управления территориями.
Однако вслед за Министерством экологии в 2002 году ЕГСЭМ была также упразднена и в настоящее время в России имеются лишь ведомственно-разрозненные сети наблюдений, что не позволяет адекватно решать стратегические задачи управления территориями с учётом экологического императива.
В рамках экологической программы ООН поставлена задача объединения национальных систем мониторинга в единую межгосударственную сеть — «Глобальную систему мониторинга окружающей среды» (ГСМОС). Это высший глобальный уровень организации системы экологического мониторинга. Её назначение — осуществление мониторинга за изменениями в окружающей среде на Земле и её ресурсами в целом, в глобальном масштабе. Глобальный мониторинг — это система слежения за состоянием и прогнозирование возможных изменений общемировых процессов и явлений, включая антропогенные воздействия на биосферу Земли в целом. Пока создание такой системы в полном объёме, действующей под эгидой ООН, является задачей будущего, так как многие государства не имеют ещё собственных национальных систем.
Глобальная система мониторинга окружающей среды и ресурсов призвана решать общечеловеческие экологические проблемы в рамках всей Земли, такие как глобальное потепление климата, проблема сохранения озонового слоя, прогноз землетрясений, сохранение лесов, глобальное опустынивание и эрозия почв, наводнения, запасы пищевых и энергетических ресурсов и др. Примером такой подсистемы экологического мониторинга является глобальная наблюдательная сеть сейсмомониторинга Земли, действующая в рамках Международной программы контроля за очагами землетрясений (http://www.usgu.gov/ Архивная копия от 1 августа 2013 на Wayback Machine) и др.

## Программа мониторинга окружающей среды
Научно обоснованный мониторинг окружающей среды осуществляется в соответствии с программой мониторинга окружающей среды. Программа должна включать в себя общие цели организации, конкретные стратегии его проведения и механизмы реализации.
Ключевыми элементами программ мониторинга окружающей среды являются:
- перечень объектов, находящихся под контролем с их строгой территориальной привязкой (хорологическая организация мониторинга);
- перечень показателей контроля и допустимых областей их изменения (параметрическая организация мониторинга);
- временные масштабы — периодичность отбора проб, частота и время представления данных (хронологическая организация мониторинга).

Кроме того, в приложении в Программе мониторинга должны присутствовать схемы, карты, таблицы с указанием места, даты и метода отбора проб и представления данных.

## Системы дистанционного зондирования
В программах мониторинга широко задействовано дистанционное зондирование окружающей среды с использованием самолётов или спутников, снабжённых многоканальными датчиками.
Дистанционное зондирование позволяет собирать данные об опасных или труднодоступных районах. Применение дистанционного зондирования включают мониторинг лесов, последствия действия изменения климата на ледники Арктики и Антарктики, исследованиях прибрежных и океанских глубин.
Данные с орбитальных платформ, полученные из различных частей электромагнитного спектра в сочетании с наземными данными, представляет информацию для контроля тенденций проявления долгосрочных и краткосрочных явлений, природных и антропогенных. Другие области применения включают управление природными ресурсами, планирование использования земли, а также различные области наук о Земле.

## Интерпретация и представление данных
Интерпретации данных экологических мониторинга, даже полученные от хорошо продуманной программы, являются часто неоднозначными. Часто имеются результаты анализа или «предвзятых результатов» мониторинга, или достаточно спорное использование статистики, чтобы продемонстрировать правильность той или иной точки зрения. Это хорошо видно, например, в трактовке глобального потепления, где сторонники утверждают, что уровень СО2 увеличился на 25 % за последние сто лет, в то время как противники утверждают, что уровень CO2 только поднялся на один процент.
В новых научно-обоснованных программах мониторинга окружающей среды разработан ряд показателей качества, чтобы интегрировать значительные объёмы обрабатываемых данных, классифицировать их и интерпретировать смысл интегральных оценок. Так, например, в Великобритании используется система GQA. Эти общие оценки качества классифицируют реки на шесть групп по химическим критериям и биологическим критериям.
Для принятия решений пользоваться оценкой в системе GQA более удобно, чем множеством частных показателей.